# Едгардо Кодесаль
Едгардо Кодесаль Мендес (ісп. Edgardo Codesal Méndez; 2 червня 1951) — уругвайсько-мексиканський футбольний арбітр, найбільш відомий завдяки обслуговуванню фінального матчу чемпіонату світу 1990 року.

## Кар'єра
Його дід був з Аргентини, і його батько, Хосе Марія Кодесаль, був арбітром в чемпіонаті світу 1966 року від Уругваю. У дитинстві Едгардо був захоплений футболом і грав Дитячих футбольних команд ах, а в підлітковому був воротарем клубу «Атлетіко Серро» з Монтевідео.
Почав свою суддівську кар'єру в Уругваї в 1976 році. 1977 року провів дебютний матч в уругвайській Прімері, обслуговуючи матч «Серро» проти «Урукану».
У 1980 році вирушив до Мексики, де підписав контракт з Мексиканською федерацією футболу. Він просунувся у своєму суддівстві, починаючи судити міжнародні матчі й фінал у Мексиці.

### Чемпіонат світу 1990
Мексиканець обслуговував на чемпіонаті світу як головний арбітр матчі Італія — США в групі «А» і чвертьфінал Англія — Камерун, де поставив спірний пенальті в ворота африканців, що викликало виразну критику у пресі. Ще двічі він працював на лінії в матчах групи «F» Англія — Нідерланди та Англія — Єгипет.
Тому призначення Кодесаля на фінал викликало подив. Подейкували навіть, що причина призначення полягала в тому, що його тесть, Ксав'єр Арріага — член суддівського комітету ФІФА.
Якість суддівства в фінальному матчі досі залишається темою різноманітних суперечок. У матчі Кодесаль показав дві червоні картки, видаливши двох гравців збірної Аргентини, а також призначив пенальті в ворота останніх. Призначений одинадцятиметровий удар реалізував Андреас Бреме. Забитий м'яч виявився єдиним у матчі і переможним для збірної Німеччини.
Через кілька днів після матчу головний тренер збірної Аргентини Карлос Білардо заявив, що Кодесаль повинен працювати за своєю основною професією — гінекологом, і йому потрібно «засунути свої руки в те місце, яке він знає».
В Аргентині досі впевнені, що призначення Кодесаля і якість його арбітражу — це результат змови між Авеланжем і італійськими організаторами «мундіалю», що бажали бачити у фіналі спочатку збірну Бразилії, а потім після вильоту «трикампеонів», команди ФРН та Італії. Проте, і бразильців, і італійців вибила з турніру збірна Аргентини.

## Подальше життя
Кодесаль після фіналу оголосив, що закінчує суддівську кар'єру: «Мій батько [він судив на ЧС-1966] завжди говорив мені, що, досягнувши вершини, треба йти. Вище суддівства у фіналі чемпіонату світу нічого немає. Для мене цього вистачить». 
Він працював пізніше в КОНКАКАФ директором суддівського комітету, був спостерігачем на різних юнацьких і молодіжних чемпіонатах. Зокрема займав посади глави суддівства чемпіонату світу серед жінок 1999 року у США, члена суддівського комітету молодіжного (U-20) чемпіонату світу 1999 року в Нігерії, Кубка Конфедерацій 1999 року в Мексиці і юнацького (U-17) чемпіонату світу 1999 року в Новій Зеландії.
У липні 2010 року Кодесаль був терміново госпіталізований. У нього стався серцевий напад і після госпіталізації стало відомо, що він переніс два інфаркти.